# Die Fantastischen Vier
Die Fantastischen Vier (česky Fantastická čtyřka, známá také jako Fanta4) je německá hip hopová skupina ze Stuttgartu. Vznikla na konci osmdesátých let minulého století, kdy Andreas Rieke, Michael Schmidt, Thomas Dürr a Michael Beck založili skupinu The Terminam Team, která byla 1989 přejmenována na Die Fantastischen Vier. V této době se její členové začali jako jedni z prvních orientovat na německy zpívaný hip hop. Jejich skladba Die Da?! byla v roce 1992 prvním německy zpívaným hiphopovým hitem a stojí na začátku popularity této kapely. Později skupina vyprodukovala velké množství dalších hitů a vydala řadu CD, největší úspěch měla nahrávka jejich vystoupení na MTV Unplugged, Unplugged (2001).

## Diskografie
Alba:
- Jetzt gehts ab! (1991) (Odstartováno)
- Vier gewinnt (1992) (Čtyřka vítězí)
- Die 4. Dimension (1993) (Čtvrtý rozměr)
- Lauschgift (1995)
- Live und direkt (1996) (Živě a přímo)
- 4:99 (1999)
- Unplugged (2001)
- Viel (2004) (Mnoho)
- Fornika (2007)
- Heimspiel (2009)
- Für dich immer noch Fanta Sie (2010)
- Unplugged II (2012)
- Rekord (2014)
- Supersense Block Party (2016)